# Francisco Romano Guillemin
Francisco Romano Guillemín (29 de noviembre de 1883-28 de mayo de 1950) fue un artista mexicano considerado pionero en el impresionismo en México. 
Nació el 29 de noviembre de 1883 en Tlapa, Guerrero; siendo uno de los siete hijos - Ambrosio (1880), Ramón (1881), Consuelo (1882), Mercedes (1884), Ángel (1886) y Alfonso (1888) - procreados por el español Faustino Romano y su esposa Adolfina Juana Guillemín Sotelo, quienes contrajeron matrimonio el 14 de octubre de 1879. Realizó sus estudios en Puebla y después continuó en la Academia de San Carlos bajo la dirección de Antonio Fabres, Germán Gedovius y Leandro Izaguirre. Pupilo del connotado muralista Diego Rivera, Francisco Romano tuvo una gran aportación en el impresionismo, cualidad que descubrió durante un viaje a Europa. El puntillismo de Seurat  lo influyó en su formación como artista. A su regreso a México, se desempeñó como profesor en la Escuela de Bellas Artes. Murió en Cuautla, Morelos el 28 de mayo de 1950.

## Galería de imágenes

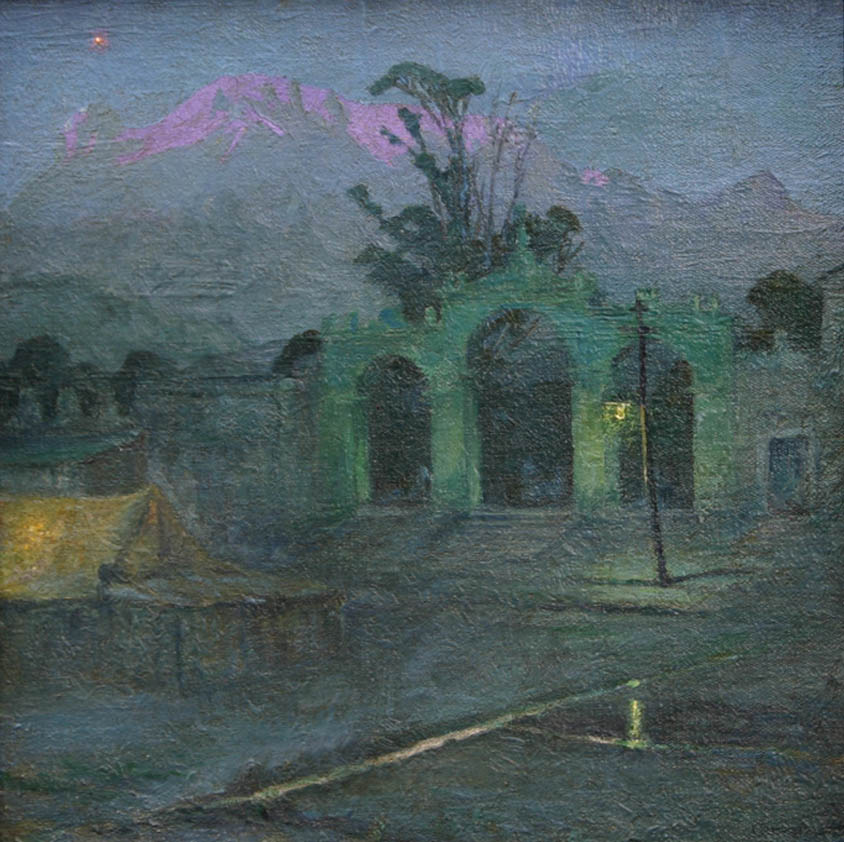
Plaza de Amecameca , 1921 Óleo / tela 43.5 x 43.5 cm
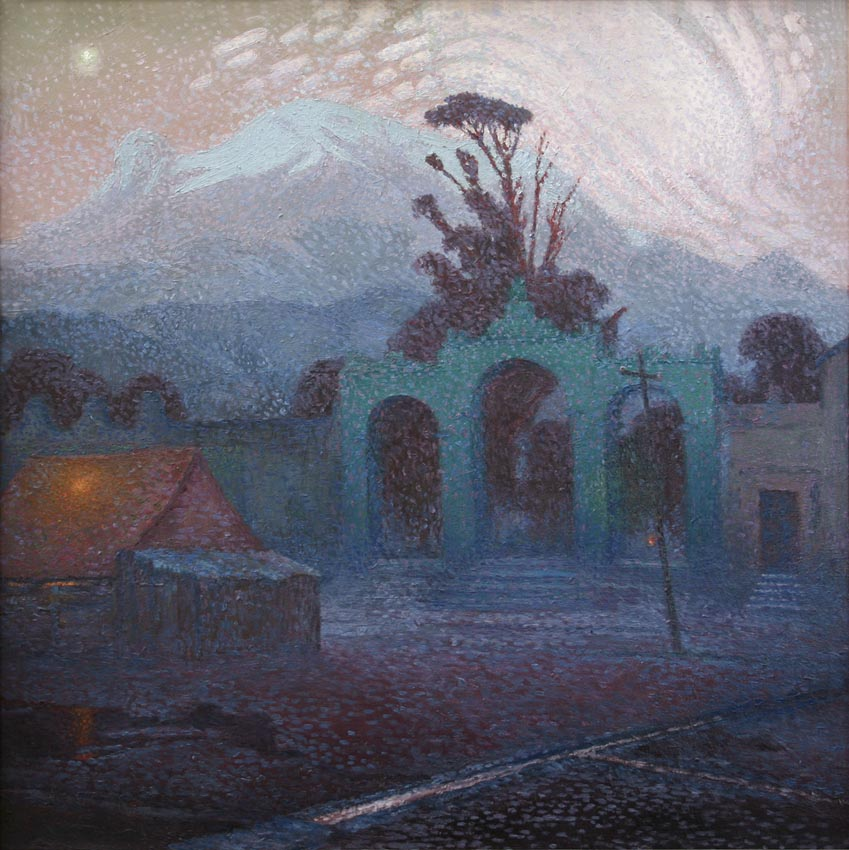
Plaza de Amecameca , c.1921 Óleo / tela 71 x 71 cm
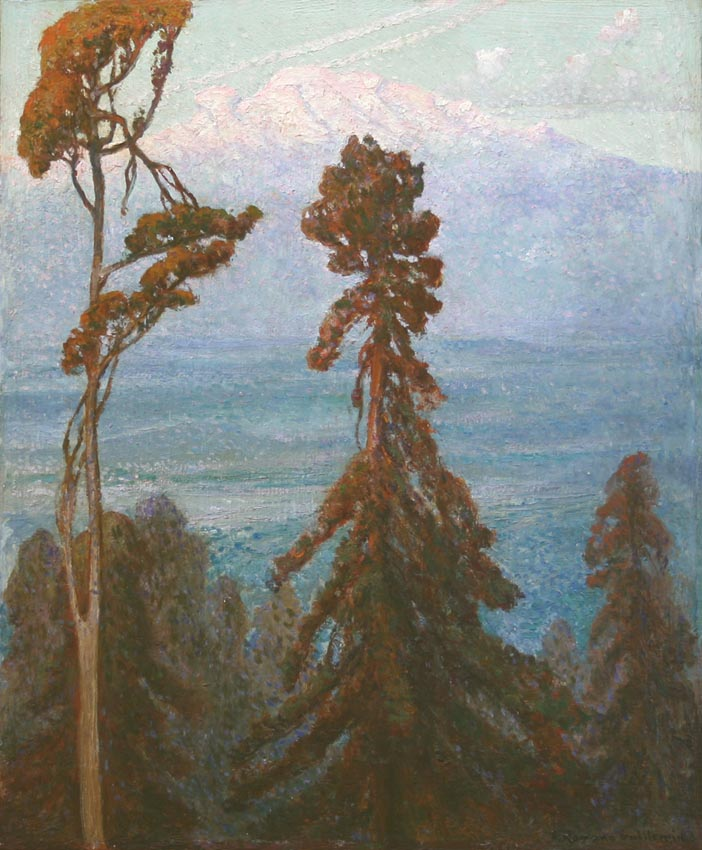
Vista del Iztaccihuatl , c.1920 Óleo / cartòn 35.5 x 30.3 cm